# Appendorf (Lauter)
Appendorf ist ein Gemeindeteil von Lauter (Oberfranken), einer Gemeinde im oberfränkischen Landkreis Bamberg. Das Dorf hatte am 1. Januar 2024 244 Einwohner.

## Geografie
Der Ort liegt südöstlich des Kernortes Lauter an der St 2281 und an der St 2277. Durch den Ort fließt die Lauter, die in Baunach in den Fluss Baunach mündet.

## Baudenkmäler

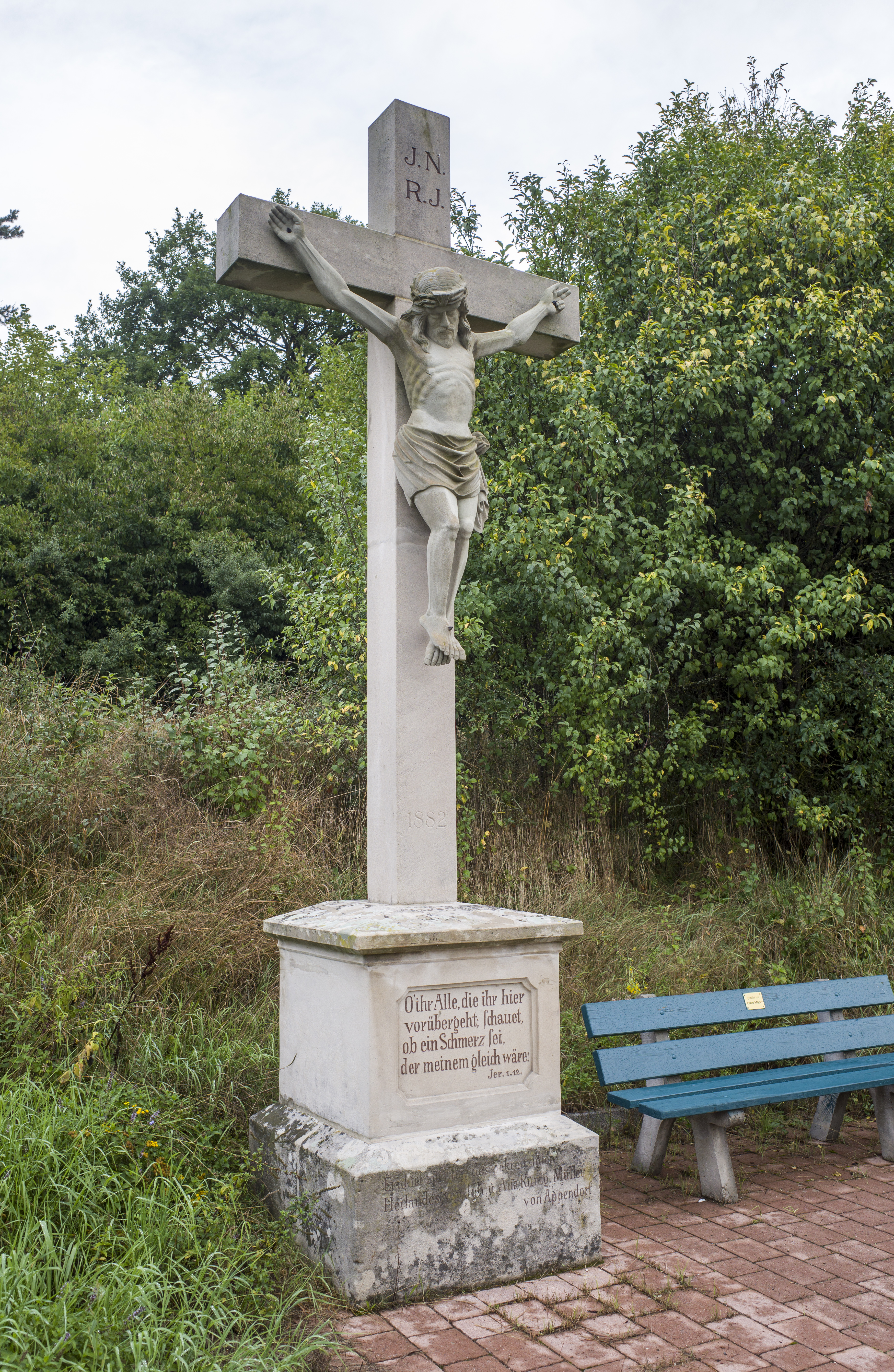
Kruzifix (Baunacher Straße 33, an der Staatsstraße 2277)

In der Liste der Baudenkmäler in Lauter (Oberfranken) ist für Appendorf ein Baudenkmal aufgeführt:
- ein Kruzifix aus Sandstein, wohl von Martin Fröhlich (bezeichnet 1882, renoviert 1933; östlich von Appendorf)